# Den sista sommaren
Den sista sommaren är en svensk thrillerserie från 2020 med premiär på SVT1 och SVT Play den 25 februari 2020. Serien är producerad av Alice Ängeby. Ängeby har också skrivit manus till serie tillsammans med Andreas Öhman. Öhman har svarat för seriens regi. Seriens första säsong består av sju avsnitt.

## Handling
Den sista sommaren handlar om en grupp ungdomar som träffas i en stuga i skogen i Norrland. De ser fram emot att festa och bada och njuta av de ljusa sommarkvällarna. Nico har dock drabbats av cancer vilket Klara känner till. Båda vet att detta blir deras sista sommar tillsammans. Klara har bestämt sig för att filma allt, men plötsligt är hon försvunnen.

## Rollista (i urval)[3]
- Amalia Holm – Nico
- Emil Öhlén – Jon
- Kevin Vaz – Josef
- Martin Wallström – Polis
- Josephine Owe – Klara
- Leona Axelsen – Alex
- Tina Pour-Davoy  – Sheila
- David Larsson – Love
- Mats Qviström – Präst